# Hemmestorps fure
Hemmestorps fure is een plaats in de gemeente Sjöbo in het Zweedse landschap Skåne en de provincie Skåne län. De plaats heeft 105 inwoners (2005) en een oppervlakte van 45 hectare. Hemmestorps fure wordt geheel omringd door bos. De bebouwing in de plaats bestaat zo goed als geheel uit vrijstaande huizen, veel van deze huizen zijn in gebruik als vakantiehuis. De plaats Sjöbo ligt zo'n tien kilometer ten noordoosten van het dorp.